# Víctor Sandoval (poeta)
Víctor Sandoval (Aguascalientes, Aguascalientes, 31 de octubre de 1929 - México, D. F.; 24 de marzo de 2013) fue un poeta, escritor, académico y promotor cultural mexicano.

## Semblanza biográfica
Publicó varios poemarios. Fue promotor cultural en Aguascalientes y en México. En Aguascalientes promocionó la cultura a través de radiodifusoras y televisoras. Fue coordinador del Instituto Nacional de Bellas Artes en su estado natal. Fundó la revista Paralelo y ha sido director de la revista Tierra Adentro. Fue miembro titular del Seminario de Cultura Mexicana.  El 26 de agosto de 2004, fue elegido miembro correspondiente de la Academia Mexicana de la Lengua. Falleció el 24 de marzo de 2013 en la Ciudad de México, a causa de un paro cardiorrespiratorio.

## Premios y distinciones
- Medalla Conmemorativa de Bellas Artes, otorgada por el Instituto Nacional de Bellas Artes, en 2004.
- Premio Iberoamericano "Ramón López Velarde", en 2007.
- Palmas Académicas por el Gobierno del Estado de Aguascalientes.
- Premio de Poesía Desiderio Macías Silva, otorgado por el Instituto Cultural de Aguascalientes.

## Obras publicadas
- Aire libre, 1959.
- El viento norte, 1959.
- Hombre de soledad, 1960.
- El veterano de guerra, 1967.
- Retorno, 1967.
- Poemas de juventud, 1974.
- Che, coautor con Héctor Hugo Olivares y Desiderio Macías, 1974.
- Para empezar el día, 1974.
- Agua de temporal, 1988.
- Fraguas, 1991.
- Trovas de amor y desdenes, 1994.
- Poesía reunida, 2008.